# Чемпіонат Європи з футболу 1960 (склади команд)/Югославія

## Складзбірної ЮгославіїнаЧемпіонаті Європи 1960року
| №               | Гравець             | Клуб (у 1960)           | Дата народження   | Вік      | Ігор                        | Голів                       |                             |
| Воротарі        | Воротарі            | Воротарі                | Воротарі          | Воротарі | Воротарі                    | Воротарі                    | Воротарі                    |
| --------------- | ------------------- | ----------------------- | ----------------- | -------- | --------------------------- | --------------------------- | --------------------------- |
|                 | Благоє Видинич      | Раднічкі (Белград)      | 11 червня 1934    | 26       | 4                           |                             |                             |
|                 | Милутин Шошкич      | Партизан (Белград)      | 31 грудня 1937    | 22       | 12                          |                             |                             |
| Захисники       |                     |                         |                   |          |                             |                             |                             |
|                 | Владимир Дуркович   | Црвена Звезда (Белград) | 6 листопада 1937  | 22       | 13                          |                             |                             |
|                 | Жарко Ніколич       | Воєводина (Новий Сад)   | 16 жовтня 1938    | 21       | 2                           |                             |                             |
|                 | Томислав Црнкович   | Динамо (Загреб)         | 17 червня 1929    | 31       | 51                          |                             |                             |
|                 | Фахрудін Юсуфі      | Партизан (Белград)      | 8 грудня 1939     | 20       | 9                           |                             |                             |
| Півзахисники    |                     |                         |                   |          |                             |                             |                             |
|                 | Анте Жанетич        | Хайдук (Спліт)          | 18 листопада 1936 | 23       | 8                           | 1                           |                             |
|                 | Бранко Зебець       | Црвена Звезда (Белград) | 17 травня 1929    | 31       | 61                          | 17                          |                             |
|                 | Желько Матуш        | Динамо (Загреб)         | 9 серпня 1936     | 24       | 1                           | 1                           |                             |
|                 | Йован Міладинович   | Партизан (Белград)      | 20 червня 1939    | 21       | 6                           |                             |                             |
|                 | Желько Перушич      | Динамо (Загреб)         | 23 березня 1936   | 24       | 7                           |                             |                             |
| Нападники       |                     |                         |                   |          |                             |                             |                             |
|                 | Мілан Галич         | Партизан (Белград)      | 8 березня 1938    | 22       | 7                           | 5                           |                             |
|                 | Дражан Єркович      | Динамо (Загреб)         | 6 серпня 1936     | 23       | 2                           |                             |                             |
|                 | Томислав Кнез       | Борац (Баня-Лука)       | 5 червня 1935     | 25       | 5                           | 2                           |                             |
|                 | Боривоє Костич      | Црвена Звезда (Белград) | 14 червня 1930    | 30       | 19                          | 13                          |                             |
|                 | Мухамед Муїч        | Вележ (Мостар)          | 25 квітня 1932    | 28       | 21                          | 13                          |                             |
|                 | Драґослав Шекуларац | Црвена Звезда (Белград) | 8 листопада 1937  | 22       | 18                          | 3                           |                             |
| Головний тренер |                     |                         |                   |          |                             |                             |                             |
| Югославія       | Александар Тірнанич |                         | 15 липня 1911     | 48       | Середній вік гравців: 24,41 | Середній вік гравців: 24,41 | Середній вік гравців: 24,41 |
| Югославія       | Любомир Ловрич      |                         | 28 травня 1920    | 39       |                             |                             |                             |
| Югославія       | Драгомир Ніколич    |                         |                   |          |                             |                             |                             |
|                 |                     |                         |                   |          |                             |                             |                             |

|             | Црвена Звезда (Белград), Партизан (Белград), Динамо (Загреб)                                 | по 4  |
|             | Борац (Баня-Лука), Вележ (Мостар), Раднічкі (Белград), Воєводина (Новий Сад), Хайдук (Спліт) | по 1  |
| Легіонерів: | Легіонерів:                                                                                  | немає |